# Josep Bertran i Ros
Josep Bertran i Ros   (Barcelona, 19 de març de 1795 - Barcelona, 11 de novembre de 1855) fou un jurista i polític català.

## Biografia
Fou fill del fabricant Francesc Bertran i Cortada i d'Eulàlia Ros i Buscà, pare de Felip Bertran i d'Amat i avi de Josep Bertran i Musitu. Llicenciat en dret, va lluitar en la Guerra del Francès. Es dedicà a la carrera jurídica i fou president de l'Acadèmia de Jurisprudència i Legislació de Catalunya de 1841 a 1848, ingressant el 1841 en l'Acadèmia de Bones Lletres de Barcelona (1841).
Simpatitzant dels moderats, fou nomenat alcalde de Barcelona el novembre de 1843 pel capità general de Catalunya després del bombardeig de la ciutat per Baldomero Espartero i un cop derrotada la jamància. Durant el seu mandat va ser creada la guàrdia municipal (26 de novembre de 1843) i en fou nomenat primer cap Josep Planellas i Simón.
El gener de 1844 deixà l'alcaldia quan fou nomenat president de l'Audiència de Barcelona. El 1853 fou nomenat rector de la Universitat de Barcelona i el 1854 defensà la creació d'un banc hipotecari.

## Publicacions
- D. José Bertran y Ros ... alcalde corregidor de esta ciudad ... Hago saber: que habiéndose terminado el alistamiento para el reemplazo del Ejército con sujecion á lo prevenido en el artículo 7o de la ley de quintas vigente, á tenor del cual han sido comprendidos todos los mozos que cuentan la edad de veinte años en 30 de abril del presente 1853 ... y previniéndose por el artículo 35 de la propia ley de quintas la publicidad de dicho alistamiento ... queda fijada copia del mismo en el pórtico de estas casas consistoriales .... [Barcelona]. Impr. de Narciso Ramirez. 1853.
- Don José Bertran y Ros, alcalde corregidor de Barcelona. Ha llegado á mi noticia que á pesar de no enconirarnos [sic] en la época en que se verifican con mas frecuencia los casos de hidroiobia [sic], no deja de tener lugar alguna vez su repeticion con motivo del crecido número de perros que divagan por la ciudad ... Barcelona. Imp. de Ramirez. 1853.
- Don José Bertran y Ros, alcalde corregidor de Barcelona. Ha llegado á mi noticia que á pesar de no encontrarnos en la época en que se verifican con mas frecuencia los casos de hidrofobia, no deja de tener lugar alguna vez su repeticion con motivo del crecido número de perros que divagan por la ciudad .... Barcelona. Imp. de Ramirez. 1853.
- Don José Bertran y Ros, alcalde corregidor de esta ciudad, El gran número de mesas establecidas en esta ciudad para la venta de leche, es sin duda una de las causas mas poderosas de las sofisticaciones con que se l'adultera, en grave daño principalmente de la pública salud, al objeto de prevenir todo fraude, y de reprimirlo severamente cuando se cometa ... ordeno lo siguiente .... [Barcelona]. Imp. de Narciso Ramirez. [1853?].
- Don José Bertran y Ros, alcalde corregidor de la presente ciudad, Con notable desagrado de muchas personas que llegan al puerto de esta ciudad acontece que, en el acto de realizar el desembarque de sus equipajes ú otros bultos, se amontonan crecido número de individuos de diferentes edades intentando con importunidad ayudar á la descarga y verificar la conduccion de los mismos equipajes y bultos ... incomodando á los mismos viajeros con acciones irregulares .... [Barcelona]. Imp. de Narciso Ramírez. [1853?].